# Battsetseg Turbat
Battsetseg Turbat est un mannequin mongol, ayant remporté en septembre 2014 le titre de Miss World Mongolia 2014. Née en 1991 à Darkhan, en Mongolie, elle a déjà participé à un défilé du styliste coréen André Kim (en). Elle a précédemment obtenu le titre de Miss Earth Mongolia 2012.

## Biographie
Battsetseg Turbat est née et a grandi dans la ville de Darkhan, à la frontière nord de la Mongolie. Elle travaille actuellement comme mannequin et formatrice de mannequins à Shilmel Zagvar LLC. Cependant, elle dit que c'est le sport qui la motive le plus et elle en a pratiqué une grande variété tout au long de sa vie. Elle a joué dans une équipe de basket-ball qui a été deux fois deuxième aux championnats nationaux de la jeunesse[réf. nécessaire]. C'est également une danseuse enthousiaste et dernièrement, elle est très intéressée par la danse du ventre, les danses latines, la danse classique et le jazz. Battsetseg aime manger sainement et les produits laitiers de Mongolie sont ses aliments préférés[réf. nécessaire].